# تلويث

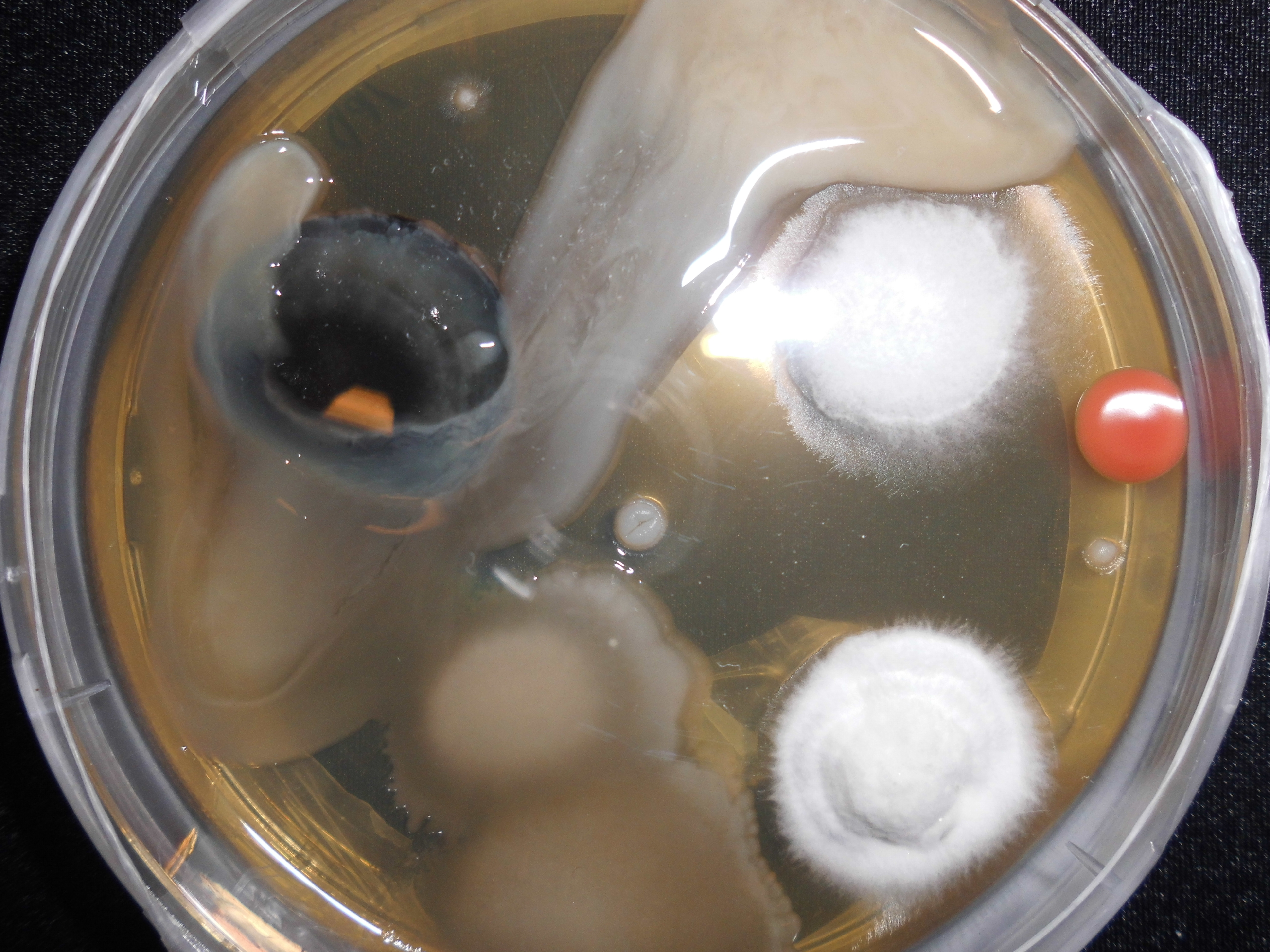

يعني التلوث وجود مكون أو شائبة أو أي عنصر آخر غير مرغوب به يفسد أو يخرب أو يلوث مادة أو جسم مادي أو بيئة طبيعية أو مكان عمل فيجعلها غير صالحة أو يثبط من تأثيرها.

## الفروق الدقيقة في التلوث
في العلوم، يمكن أن تأخذ كلمة «تلوث» مجموعة متنوعة من الاختلافات الدقيقة في المعنى، سواء كان الملوث صلبًا أو سائلًا، بالإضافة إلى تباين البيئة التي قد يتواجد الملوث فيها. من الممكن أن يكون الملوث أكثر تجردًا، كأن يتداخل مصدر طاقة غير مرغوب فيه مع عملية ما. فيما يلي أمثلة على أنواع مختلفة من التلوث بناءً على هذه المتغيرات وغيرها.

### التلوث الكيميائي
في الكيمياء، يصف مصطلح «التلوث» عادةً مكونًا واحدًا، ولكن قد يعني المصطلح أيضًا «مخاليط كيميائية» في الحقول المتخصصة، وذلك حتى مستوى المواد الخلوية. تحتوي جميع المواد الكيميائية على بعض الشوائب. قد يمكن التعرف على التلوث وقد لا يمكن ذلك، ما ينتج عنه مشكلة في حال خُلطت المادة الكيميائية غير النقية مع مواد أو مخاليط كيميائية أخرى، إذ يمكن أن تتسبب بتفاعلات كيميائية إضافية. قد تكون التفاعلات الكيميائية الناتجة عن وجود شوائب مفيدة في بعض الأحيان، وفي هذه الحالة يمكن استبدال صفة «ملوِّث» بـ «كاشف كيميائي» أو «محفز». (قد يكون هذا صحيحًا حتى في الكيمياء الفيزيائية/ فعلى سبيل المثال، قد يؤدي إدخال شوائب في أشباه الموصلات الداخلية إلى زيادة التوصيلية بشكل إيجابي). إذا كانت التفاعلات الإضافية ضارة، فغالبًا ما تُستعمل مصطلحات أخرى مثل «ذيفان»، أو «سم»، أو «ملوث»، اعتمادًا على نوع الجزيء المعني. يمكن تحقيق إزالة التلوث الكيميائي للمادة من خلال التفكك، والمعادلة، والعمليات الفيزيائية، على أنه لا غنى عن فهم واضح للتفاعلات الكيميائية المتضمَّنة.

### التلوث البيئي
في الكيمياء البيئية، يكافئ مصطلح «التلوث» (contamination) في بعض الحالات مصطلح التلويث (pollution)، إذ يكون الاهتمام الرئيسي هو الضرر الذي يصيب على نطاق واسع كل من الإنسان أو الكائنات الحية أو البيئات. قد يكون الملوث البيئي مادة ذات طبيعة كيميائية، على الرغم من أنه قد يكون أيضًا عاملًا بيولوجيًا (مثل البكتيريا المسببة للأمراض أو الفيروسات أو الأنواع الغازية) أو عاملًا فيزيائي (مثل طاقة). يُعتبر الرصد البيئي إحدى الآليات المتاحة للعلماء لإدراك نشاطات التلوث في وقت مبكر قبل أن تصبح ضارة للغاية.

#### التلوث الزراعي
يمكن العثور على نوع آخر من الملوثات البيئية على شكل كائنات معدلة وراثيًا (GMOs)، وتحديداً عندما تحتك مع الزراعة العضوية. يمكن أن يؤدي هذا النوع من التلوث إلى تصحر المزارع. قد يكون من الصعب في بعض الأحيان السيطرة على هذا النوع من التلوث، ما يستلزم العثور على آليات لتعويض المزارعين عند حدوث هذا النوع من التلوث. نظر التحقيق البرلماني في أستراليا الغربية في مجموعة من الخيارات لتعويض المزارعين الذين تلوثت مزارعهم بالكائنات المعدلة وراثيًا، ولكنهم استقروا في النهاية على التوصية بعدم اتخاذ أي إجراء.

### تلوث الأغذية والمشروبات والمستحضرات الدوائية
في الكيمياء الغذائية والكيمياء الدوائية، يستخدم مصطلح «التلوث» لوصف التدخلات الضارة، مثل وجود الذيفان أو مسببات الأمراض في الأغذية أو الأدوية.

### التلوث الإشعاعي
يعد التلوث الإشعاعي مصدر قلق في البيئات التي تتطلب السلامة النووية والوقاية من الإشعاع. يمكن أن تظهر المواد المشعة على الأسطح، أو داخل المواد الصلبة أو السوائل أو الغازات (بما في ذلك جسم الإنسان)، حيث يكون وجودها غير مقصود أو غير مرغوب فيه، ويمكن أن تؤدي بعض المعالجات إلى ظهورها في الأماكن المذكورة سابقًا. يشمل التلوث الإشعاعي عدة أمثلة:
- بقايا النويدات المشعة المتبقية في موقع ما بعد الانتهاء من تفكيك المنشأة النووية التي احتوت على مفاعل نووي، مثل محطة توليد طاقة كهربائية أو مفاعل نووي للأبحاث أو مفاعل النظائر المشعة أو سفينة تعمل بالدفع البحري النووي أو غواصة نووية.[16]
- ابتلاع أو امتصاص مواد مشعة تلوث كيانًا بيولوجيًا، سواء حصل ذلك عن قصد أو عن غير قصد (مثل الأدوية المشعة).[17]

يجب ملاحظة أن مصطلح «التلوث الإشعاعي» قد يكون له معنى غير مقصود. يشير المصطلح فقط إلى وجود اضمحلال نشاط إشعاعي، ولكنه لا يعطي أي إشارة بحد ذاته إلى حجم الخطر الذي ينطوي عليه الأمر. ومع ذلك، يمكن قياس النشاط الإشعاعي بكميته في موقع معين أو على سطح أو في وحدة مساحية على سطح ما، مثل متر مربع أو سنتيمتر مربع.
يمكن استخدام رصد الإشعاع (مثل الرصد البيئي) لإدراك أنشطة التلوث في وقت مبكر قبل أن تصبح ضارة للغاية.

### التلوث الكواكبي
يحدث التلوث الكواكبي عندما يكون الجسم الكوكبي ملوثًا بيولوجيًا بواسطة مسبار فضائي أو مركبة فضائية، سواء عن قصد أو عن غير قصد. يمكن أن يحدث هذا التلوث عند وصوله إلى الجسم الكوكبي الأجنبي وعند العودة إلى الأرض.

### أدلة الملوثة
في علم الأدلة الجنائي، يمكن أن تُلوث الأدلة. يمكن أن يؤدي تلوث بصمات الأصابع أو الشعر أو الجلد أو الحمض النووي الريبوزي منقوص الأوكسجين -من المستجيبين الأوائل أو من مصادر غير مرتبطة بالتحقيق المستمر، مثل أفراد الأسرة أو أصدقاء الضحية غير المشتبه فيهم- إلى إدانات أو أفعال خاطئة أو رفض الأدلة.